# Marc Shaiman
Marc Shaiman (Newark, 22 ottobre 1959) è un compositore statunitense, autore di colonne sonore cinematografiche.

## Biografia
Ha ottenuto quattro candidature all'Oscar alla migliore colonna sonora per Il presidente - Una storia d'amore, Il club delle prime mogli , Patch Adams e Il ritorno di Mary Poppins, e due candidature all'Oscar alla migliore canzone per South Park - Il film: più grosso, più lungo & tutto intero e Il ritorno di Mary Poppins, con la canzone The Place Where Lost Things Go.

## Filmografia parziale

### Colonne sonore
- Harry, ti presento Sally... (When Harry Met Sally...), regia di Rob Reiner (1989)
- Misery non deve morire (Misery), regia di Rob Reiner (1990)
- La famiglia Addams (The Addams Family), regia di Barry Sonnenfeld (1991)
- Storie di amori e infedeltà (Scenes from a Mall), regia di Paul Mazursky (1991)
- Codice d'onore (A Few Good Men), regia di Rob Reiner (1992)
- Sister Act - Una svitata in abito da suora (Sister Act), regia di Emile Ardolino (1992)
- Mr. sabato sera (Mr. Saturday Night), regia di Billy Crystal (1992)
- La famiglia Addams 2 (Addams Family Values), regia di Barry Sonnenfeld (1993)
- Hocus Pocus, regia di Kenny Ortega (1993)
- 4 fantasmi per un sogno (Heart and Souls), regia di Ron Underwood (1993)
- Insonnia d'amore (Sleepless in Seattle), regia di Nora Ephron (1993)
- Genitori cercasi (North), regia di Rob Reiner (1994)
- Scappo dalla città 2 (City Slickers II: The Legend Of Curly's Gold), regia di Paul Weiland (1994)
- Il presidente - Una storia d'amore (The American President), regia di Rob Reiner (1995)
- Benvenuti a Radioland (Radioland Murders), regia di Mel Smith (1995)
- L'agguato - Ghosts from the Past (Ghosts of Mississippi), regia di Rob Reiner (1996)
- Il club delle prime mogli (The First Wives Club), regia di Hugh Wilson (1996)
- In & Out, regia di Frank Oz (1997)
- Patch Adams, regia di Tom Shadyac (1998)
- Storia di noi due (The Story of Us), regia di Rob Reiner (1999)
- South Park - Il film: più grosso, più lungo & tutto intero (South Park: Bigger, Longer & Uncut), regia di Trey Parker (1999)
- Faccia a faccia (The Kid), regia di Jon Turteltaub (2000)
- Un corpo da reato (One Night at McCool's), regia di Harald Zwart (2001)
- Il gatto... e il cappello matto (The Cat in the Hat), regia di Bo Welch (2003)
- Abbasso l'amore (Down with Love), regia di Peyton Reed (2003)
- Alex & Emma, regia di Rob Reiner (2003)
- Vizi di famiglia (Rumor Has It...), regia di Rob Reiner (2005)
- Non è mai troppo tardi (The Bucket List), regia di Rob Reiner (2007)
- Hairspray - Grasso è bello (Hairspray), regia di Adam Shankman (2007)
- Il primo amore non si scorda mai (Flipped), regia di Rob Reiner (2010)
- Parental Guidance, regia di Andy Fickman (2012)
- Mai così vicini (And So It Goes), regia di Rob Reiner (2014)
- LBJ, regia di Rob Reiner (2016)
- Il ritorno di Mary Poppins (Mary Poppins Returns), regia di Rob Marshall (2018)
- Bros, regia di Nicholas Stoller (2022)

### Attore
- Storie di amori e infedeltà (Scenes from a Mall), regia di Paul Mazursky (1991)

## Discografia parziale

### Album
- 1991 - The Addams Family (Motion Picture Soundtrack)
- 1993 - Addams Family Values (The Original Orchestral Score)